# Nível de biossegurança

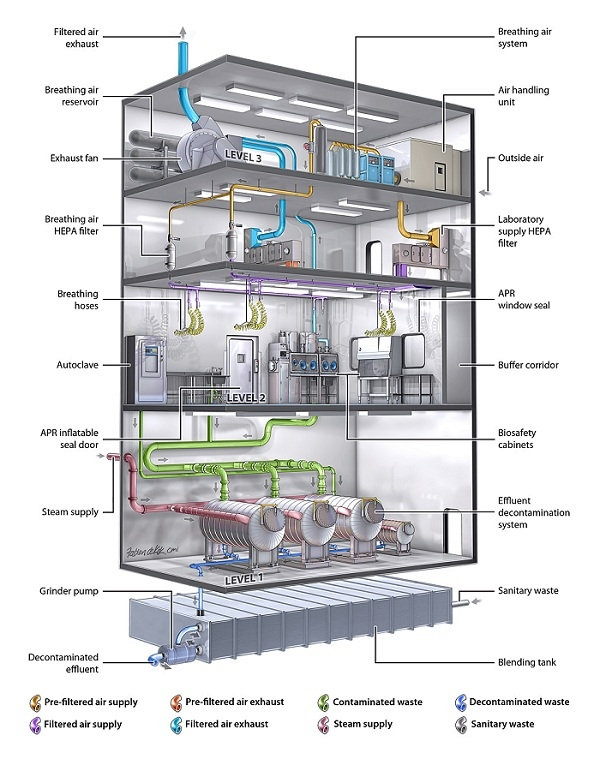
Características essenciais de um laboratório de nível 4 de biossegurança

Um nível de biossegurança (NBS), ou nível de proteção/patógeno, é um conjunto de precauções de biocontenção necessárias para isolar agentes biológicos perigosos em um laboratório fechado. Os níveis de contenção variam desde o nível 1 de biossegurança mais baixo (NBS-1) até o nível 4 mais alto (NBS-4). Nos Estados Unidos, os Centros de Controle e Prevenção de Doenças (CPD) especificaram esses níveis. Na União Europeia, os mesmos níveis de biossegurança são definidos em uma diretiva. No Canadá, os quatro níveis são conhecidos como Níveis de Contenção. As instalações com essas designações também são às vezes indicadas de P1 a P4 (para patógeno ou nível de proteção), como no termo laboratório P3.
No nível mais baixo de biossegurança, as precauções podem consistir em lavagem regular das mãos e equipamento de proteção mínimo. Em níveis mais altos de biossegurança, as precauções podem incluir sistemas de fluxo de ar, várias salas de contenção, recipientes selados, roupas de pessoal de pressão positiva, protocolos estabelecidos para todos os procedimentos, treinamento extensivo de pessoal e altos níveis de segurança para controlar o acesso às instalações. A Health Canada relata que em todo o mundo até 1999 foram registrados mais de cinco mil casos de infecções laboratoriais acidentais e 190 mortes.

## Preocupações de segurança
Um estudo da North Carolina Mosquito & Vector Control Association (NCMVCA) destacou as preocupações de segurança. Nos Estados Unidos, os laboratórios podem ser financiados por instituições federais, estaduais, privadas, sem fins lucrativos ou acadêmicas. A última responde por 72% do financiamento.
Os laboratórios de alta contenção registrados nos Centros de Controle e Prevenção de Doenças (CPD) e no Programa de Agentes Selecionados do Departamento de Agricultura dos Estados Unidos (DAEU) devem aderir aos padrões do Departamento de Defesa. Uma vez que os laboratórios de NBS-3 e 4 nos Estados Unidos são regulamentados pelo CPD ou DAEU ou outra agência federal (dependendo dos patógenos que manipulam), nenhuma agência federal é responsável por regular ou rastrear o número desses laboratórios. Os laboratórios de alta contenção dos EUA que lidam com patógenos declarados como "agentes selecionados" devem ser inspecionados periodicamente pelo CPD ou DAEU, aderir a certos padrões e manter educação contínua sobre biossegurança e políticas de biossegurança conforme exigido por lei.